# Cyptodontopsis leveillei
Cyptodontopsis leveillei là một loài Rêu trong họ Cryphaeaceae. Loài này được (Thér.) P. Rao & Enroth miêu tả khoa học đầu tiên năm 1999.